# Pastoría, Ojocaliente
Pastoría är en ort i Mexiko.   Den ligger i kommunen Ojocaliente och delstaten Zacatecas, i den centrala delen av landet, 500 km nordväst om huvudstaden Mexico City. Pastoría ligger 2 228 meter över havet och antalet invånare är 1 089.
Terrängen runt Pastoría är platt åt nordost, men åt sydväst är den kuperad. Pastoría ligger uppe på en höjd. Runt Pastoría är det ganska glesbefolkat, med 32 invånare per kvadratkilometer. Närmaste större samhälle är Villa González Ortega, 17,2 km öster om Pastoría. Omgivningarna runt Pastoría är i huvudsak ett öppet busklandskap.